# Keila (stacja kolejowa)
Keila (est.: Keila raudteejaam) – stacja kolejowa w Keila, w prowincji Harjumaa, w Estonii. Znajduje się na szerokotorowej linii Tallinn – Keila, Keila – Paldiski oraz Keila – Turba, 26,1 km od dworca kolejowego w Tallinnie. Obsługiwany jest przez pociągi elektryczne Eesti Liinirongid.

## Linie kolejowe
- Tallinn – Keila
- Keila – Paldiski
- Keila – Turba